# Claudia Pavlovich
Claudia Artemiza Pavlovich Arellano (Magdalena de Kino, 17 giugno 1969) è una politica messicana, governatrice del Sonora dal 2015 al 2021.

## Biografia
Nata a Magdalena de Kino, nel Sonora, è figlia della politica Alicia Arellano Tapia e di Miguel Pavlovich Sugich, quest'ultimo d'origine serba. Studia e si laurea in giurisprudenza presso l'Università del Sonora.

### Carriera politica
Entra in politica nel Partito Rivoluzionario Istituzionale, diventando nel 2000 consigliera comunale di Hermosillo. Qui rimane fino al 2003. Tre anni dopo viene eletta deputata del governo locale, carica che ricopre fino al 2009.
Nel 2012 si candida al Senato federale. Vince, divenendo quindi senatrice. Resta in carica fino al giugno 2015, prima della normale chiusura della legislatura, perché candidata ufficialmente alla governatura dello stato alle elezioni dello stesso anno. Vince queste elezioni con circa il 47,50 % dei voti, diventando la prima governatrice donna di questo stato. Assume ufficialmente la carica nel settembre successivo. Rimane per un mandato, finendolo nel settembre 2021.
Nel gennaio 2022 esce dal partito di appartenenza, diventando indipendente, perché nominata dal presidente messicano Andrés Manuel López Obrador console messicana a Barcellona, Spagna.